# Torpilles humaines
Pour plus de détails, voir Fiche technique et Distribution.
Torpilles humaines (Siluri umani) est un film de guerre maritime italien sorti en 1954. Le réalisateur Antonio Leonviola abandonna le plateau juste avant la fin du tournage et fut remplacé par le réalisateur Carlo Lizzani, non crédité au générique.
Le film dépeint le raid mené en 1941 dans la baie de La Sude pendant la Seconde Guerre mondiale par des hommes-grenouilles de la Regia marina sur le croiseur lourd HMS York de la Royal Navy et sur un pétrolier norvégien.

## Synopsis
Italie, probablement fin 1940. Plusieurs officiers et sous-officiers de la Regia marina se réunissent sur invitation dans une base navale. On leur explique qu'une opération spéciale est prévue contre la Royal Navy en Crète, pour laquelle du personnel hautement qualifié est nécessaire. Tous se portent volontaires.
Dans une zone d'entraînement spécialement préparée, les volontaires s'entraînent à utiliser des torpilleurs miniatures ou des vedettes de type M.T. contre les Britanniques. Ces embarcations ne portent qu'une seule torpille. La tactique consiste à s'approcher furtivement des navires ennemis pendant la nuit, puis à se diriger vers l'objectif à vitesse maximale. Juste avant la collision, les pilotes de vedettes, qui portent des combinaisons de plongée, doivent sauter à l'arrière des bateaux. On s'attend à ce que les Britanniques sauvent ensuite les naufragés volontaires. Comme le souligne l'officier de formation, il ne s'agit pas d'une entreprise kamikaze.
L'unité est transférée sur l'île grecque de Léros. Mais avant que l'intervention contre la Crète n'ait lieu, une urgence survient. Un sous-marin italien est attaqué et coulé par deux chasseurs-bombardiers britanniques. Mais comme l'épave se trouve dans des eaux peu profondes, il est possible de sauver une partie de l'équipage, qui se trouve dans une zone du bateau séparée par des cloisons. Au cours d'une opération de sauvetage très angoissante, les membres du commando parviennent d'abord à installer une conduite d'oxygène dans le sous-marin, puis à ouvrir une écoutille, de sorte que l'équipage, extrêmement tendu sur le plan nerveux, peut finalement sortir de l'épave coulée et être sauvé.
Le commando attaque ensuite de nuit la baie de La Sude. Au prix de grandes difficultés, ils parviennent à franchir des barrages de mines marines. Bien qu'ils soient découverts par les équipes de garde britanniques et pris sous un feu nourri, l'attaque contre les unités britanniques réussit. Les hommes-torpilles qui ont sauté à temps sont sauvés par les Britanniques et sont faits prisonniers de guerre.

## Fiche technique
- Titre français : Torpilles humaines[2]
- Titre original italien : Siluri umani[3]
- Réalisateur : Antonio Leonviola, Carlo Lizzani
- Scénario : Marcantonio Bragadin (it), Ennio De Concini, Gian Giacomo Cossa
- Photographie : Riccardo Pallottini (it)
- Montage : Renato Cinquini (it)
- Musique : Angelo Francesco Lavagnino
- Décors : Flavio Mogherini
- Costumes : Giorgio Giovannini
- Production : Carlo Ponti, Dino De Laurentiis
- Société de production : Ponti De Laurentis Cinematografica, Valentia
- Pays de production :  Italie
- Langue originale : italien
- Format : Noir et blanc - 1,37:1 - Son mono
- Durée : 98 minutes
- Genre : film de guerre maritime
- Dates de sortie :
  - Italie : 29 décembre 1954
  - France : 6 juillet 1956

## Distribution
- Raf Vallone : Carlo Ferri
- Franco Fabrizi : Antonio
- Ettore Manni : Marco
- Andrea Checchi : Giorgio
- Elena Varzi : Anna
- Enrico Maria Salerno : Virgilio
- Bud Spencer (sous le nom de « Carlo Pedersoli ») : Magrini
- Emilio Cigoli : Amiral Marcantonio Bragadin (it)
- Christian Marquand : Paolo
- Dora Calindri :
- Livio Lorenzon :
- Nerio Bernardi :
- Cesare Fantoni :
- Evar Maran :
- Franco Chianese :
- Paolo Bergamaschi :
- Giovanni Di Fazio :

## Production
Produit par Carlo Ponti et Dino De Laurentiis, avec l'assistance technique et historique de l'amiral Marcantonio Bragadin (it), le film est tourné au printemps 1954. L'amiral Bragadin avait déjà été consultant sur les films Panique à Gibraltar (1953) ou Tonnerre sous l'Atlantique (1954). Après le départ de Leonviola, qui, en raison de désaccords avec la production, a quitté le plateau alors que le film était presque terminé, les dernières scènes ont été tournées par l'assistant réalisateur, le débutant Carlo Lizzani.
Le film reconstitue l'attaque de petits torpilleurs de la Xe Flottiglia MAS les 25 et 26 mars 1941 dans la baie de la Sude en Crète contre des unités de la Royal Navy, au cours de laquelle le croiseur lourd HMS York a été coulé. À l'époque de l'action, l'utilisation de l'aviation kamikaze japonaise n'avait pas encore eu lieu, la référence cinématographique à celle-ci n'est donc pas historique.

## Accueil critique
Le film a connu un succès modéré auprès du public, se classant au 64e rang des meilleures entrées de la saison cinématographique italienne 1954-55.